# Magnus Härenstam

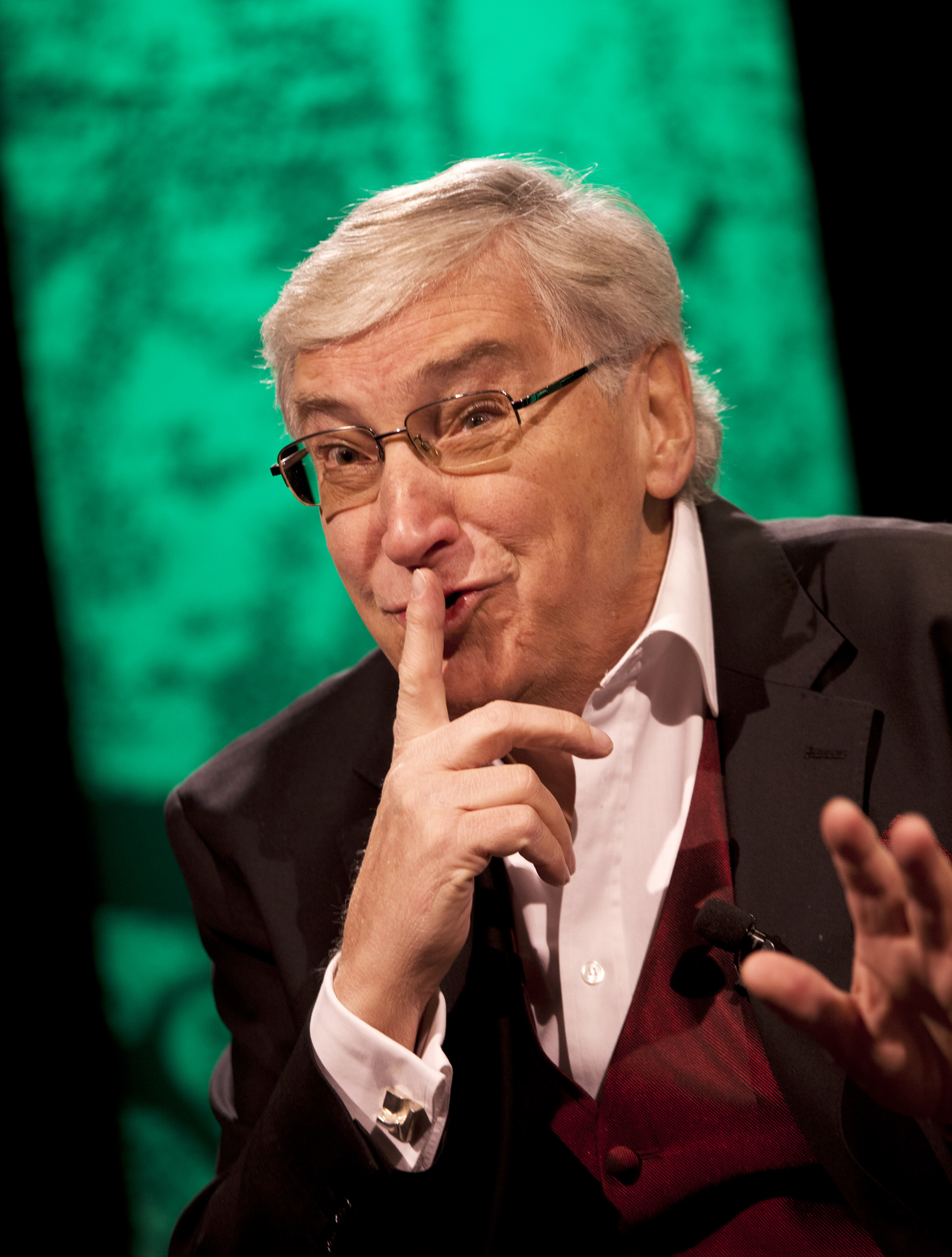
Magnus Härenstam en Morsning & goodbye (2012)

Magnus Härenstam (19 de junio de 1941 - 13 de junio de 2015) fue un actor, humorista y presentador de televisión de nacionalidad sueca. Entre otros, presentó el programa infantil Fem myror är fler än fyra elefanter y el espacio de TV4 Jeopardy! entre 1991 y 2005.

## Biografía

### Inicios
Su nombre completo era Johan Herbert Magnus Härenstam, y nació en el Municipio de Västervik, Suecia, siendo sus padres el profesor e historiador Curt Härenstam y Elsa Malmberg, también profesora. Era sobrino del ingeniero Filip Härenstam y nieto del empresario Alfred Härenstam. Se crio en Tomelilla y Estocolmo, se graduó en 1960, y cursó estudios entre 1962 y 1970 en la Universidad de Estocolmo. Su primer empleo en los medios fue como ayudante de investigación en la radio sueca, actividad que mantuvo durante un año antes de iniciar su carrera artística.
Siendo universitario actuó en Spex, una forma de teatro estudiantil sueco, y además fue cantante en el Coro Académico de Estocolmo. Durante sus años de estudiante conoció a Brasse Brännström y a Lasse Hallström. Hallström trabajó en Sveriges Television y formó la pareja Magnus y Brasse, que actuó en diferentes producciones televisivas. La primera producida por el trío fue Oj, är det redan fredag en 1970. Posteriormente hicieron una serie criminal cómica, Pappas pojkar, con Carl-Gustaf Lindstedt.

### Carrera en los escenarios

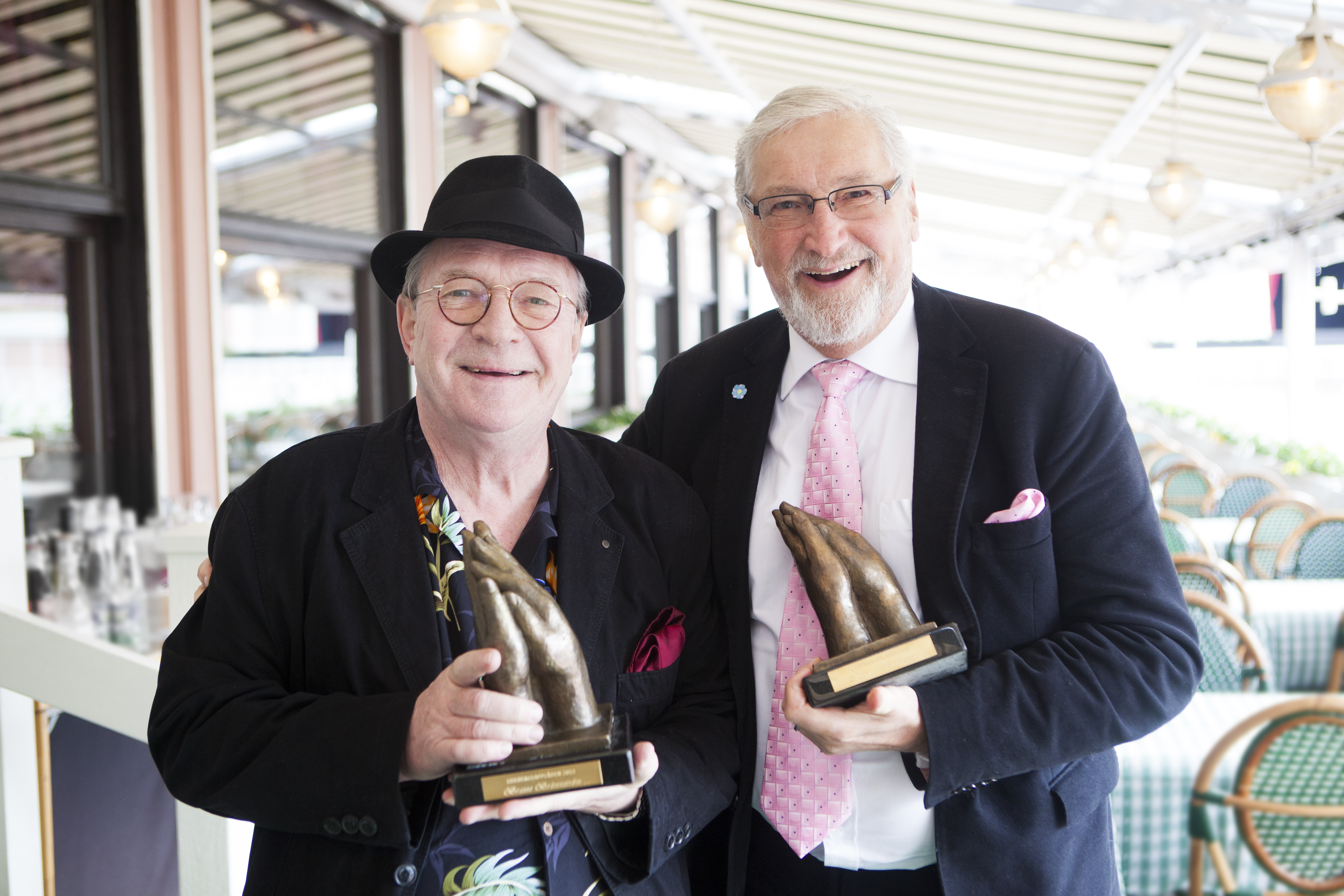
Brasse Brännström y Magnus Härenstam tras recibir el premio Lisebergsapplåden en 2013

La colaboración con Brännström continuó de modo intenso durante 17 años, tanto en los escenarios como en la televisión. Su primer krogshow (o espectáculo de taberna) fue Magnus och Brasse - levande på Nya Bacchi, estrenado en 1974, y que contenía el clásico monólogo Verkmästarn i magen. Posteriormente siguieron shows como Varning för barn y Det är serverat.
En los años 1970 el trío grabó varios episodios de Pappas pojkar, pasando más tarde a trabajar en el programa infantil Fem myror är fler än fyra elefanter, en el cual participaba también Eva Remaeus, y cuya primera emisión tuvo lugar en 1973.
En la década de 1980 Härenstam dirigió el Maximteatern junto a Brännström, Lill Lindfors y Aller Johansson. En dicho local llevó a escena el musical Sugar y la pieza Arsénico y encaje antiguo. A finales de la década hizo una gira con el espectáculo individual Föredraget, y fue presentador del programa televisivo Lagt kort ligger. Otro programa presentado por él fue Bombardemagnus, con un total de ocho episodios emitidos por Sveriges Television en 1985.
Además, Härenstam trabajó entre 1971 y 2006 en el programa radiofónico Sommar i P1.

### Video musical
En el video que el grupo musical Abba grabó para su canción When I Kissed the Teacher (1976), Härenstam hacía el papel de maestro. El video fue dirigido por Leonard Eek.

### Cine y televisión
Para la gran pantalla, en 1974 Härenstam protagonizó la película de Bo Widerberg Fimpen. Bajo la dirección de Hallström, actuó en las cintas Två killar och en tjej (1975) y Jag är med barn (1979). Otras de sus producciones fueron Tuppen (1981), Sopor (1981), de Tage Danielsson), Göta kanal (1981) y Sällskapsresan (1980). En sus últimos años trabajó en Vuxna människor y Hälsoresan – En smal film av stor vikt, ambas fechadas en 1999. También hizo el papel de un desagradable suegro en la serie televisiva Lite som du entre 2005 y 2006.
En los años 1990 encarnó al director Hasse Fredriksson en la serie sueca y noruega Fredrikssons fabrikk, bajo la dirección de Bo Hermansson, y desde 1991 a 2005 participó en el concurso Jeopardy!, emitido por TV4. En esos años participó en más de 2.000 programas, y no actuó sobre los escenarios.
En 2014 fue actor de voz en la película de animación Bamse och tjuvstaden, siendo esa su última interpretación.

### Últimos años
Härenstam regresó a escena con un espectáculo de revista de Lasse Berghagen representado en el Chinateatern en 2003. Además, volvió a actuar con Brasse Brännström en la comedia de Neil Simon Muntergökarna, también llevada a escena en el Chinateatern en 2005.
A finales del año 2007, Härenstam participó en el programa de Sveriges Television Stjärnorna på slottet, y en 2009 en un programa televisivo de genealogía, Vem tror du att du är?]], también para SVT. 
En el año 2013, Härenstam recibió, junto a Brännström, el premio Lisebergsapplåden en una ceremonia celebrada en el mismo día en que se iniciaba la temporada veraniega del parque Liseberg, el 27 de  abril de 2013.
Härenstam publicó en el año 2015 una autobiografía titulada Morsning & goodbye, escrita junto a Petter Karlsson. En su último año de vida, viajó en gira con el monólogo "Morsning & goodbye".
Magnus Härenstam falleció en Estocolmo en el año 2015, a causa de un cáncer
Härenstam se había casado por vez primera en 1972, siendo su esposa Anita Bendel Härenstam (1942–2003), hija del ingeniero Torsten Bendel y de Margit Svennbeck. Tras enviudar, en el año 2010 volvió a casarse con la directora de marketing del Museo Nacional de Estocolmo Birgitta Ryott Ewerlöf (nacida en 1946), hermana del Juez Göran Ewerlöf. Birgitta era muy buena amiga de su primera esposa. La pareja permaneció unida hasta la muerte del artista. Härenstam tuvo un hijo y dos hijas.

## Filmografía

### Cine
- 1974 : Fimpen
- 1975 : En kille och en tjej
- 1978 : Picassos äventyr
- 1979 : Jag är med barn
- 1980 : Sällskapsresan
- 1981 : Göta kanal
- 1981 : Tuppen
- 1981 : Sopor
- 1983 : Två killar och en tjej (también guionista)
- 1984 : Jokerfejs (también guionista)
- 1990 : Macken – Roy's & Roger's Bilservice
- 1994 : Fredrikssons fabrik – The movie
- 1995 : Bert – den siste oskulden
- 1999 : Vuxna människor
- 1999 : Tarzán (voz)
- 1999 : Hälsoresan – En smal film av stor vikt
- 2002 : Karlsson på taket (voz)
- 2004 : Los Increíbles (voz)
- 2006 : Sigillet
- 2006 : Cars (voz)
- 2006 : Göta kanal 2 – kanalkampen
- 2009 : Göta kanal 3 – Kanalkungens hemlighet
- 2009 : Up (narrador)
- 2011 : Río (voz)
- 2014 : Bamse och tjuvstaden (voz)

### Televisión
- 1968 : Skratt
- 1970 : Oj, är det redan fredag?
- 1973 : Kanal 22
- 1973 : Kvartetten som sprängdes
- 1973-1974 : Fem myror är fler än fyra elefanter
- 1973 : Pappas pojkar
- 1976 : Fleksnes fataliteter
- 1976 : Kamrer Gunnarsson i skärgården
- 1978 : Skyll inte på mig!
- 1980 : Magnus och Brasse Show
- 1981-1982 : Svenska Sesam
- 1985 : Hemma hoz
- 1985 : Bombardemagnus
- 1987-1990 : Lagt kort ligger (concurso)
- 1990-1993 : Fredrikssons fabrik (serie noruega)
- 1991-2005 : Jeopardy! (concurso)
- 2005 : Lite som du
- 2007 : Stjärnorna på slottet
- 2009 : Vem tror du att du är? (Sverige)
- 2012 : Sam tar över
- 2014 : Torpederna

## Teatro y otros espectáculos
- 1974 : Levande på Nya Bacchi, de Brasse Brännström y Magnus Härenstam, Bacchi Wapen
- 1975 : Varning för barn, de Brasse Brännström y Magnus Härenstam, Bacchi Wapen y Trädgårn
- 1978 : Det är serverat, de Brasse Brännström y Magnus Härenstam, Berns y Trädgårn
- 1979 : Sugar, de Bob Merrill y Jule Styne, dirección de Lars Amble, Maximteatern
- 1983 : Arsénico y encaje antiguo, de Joseph Kesselring, dirección de Lars Amble, Maximteatern[12]
- 1987 : Föredraget, de Magnus Härenstam, gira por Suecia
- 1991 : La viuda alegre, de Franz Lehár, dirección de Dagny Kronlund, Galateatern de Malmö
- 2003 : Chinarevyn, de Anders Albien, Chinateatern
- 2005 : Muntergökarna, de Neil Simon, dirección de Bjarni Haukur Thorsson, Chinateatern[13]
- 2008 : Los productores, de Mel Brooks, dirección de Anders Aldgård, Chinateatern
- 2011 : Viva la Greta, de Åke Cato y Mikael Neumann, dirección de Anders Albien, Fredriksdalsteatern
- 2012 : Morsning & Goodbye, de Magnus Härenstam, dirección de Anders Aldgård, Lisebergsteatern de Gotemburgo y Intiman

## Premios
- Medalla H.M. Konungen, de tamaño 8 (6 de junio de 2008)[14]
- Medalla de la Kungliga Patriotiska Sällskapet (Real Sociedad Patriótica) (29 de abril de 2015)[15]
- Medalla S:t Eriksmedaljen, de la ciudad de Estocolmo (1 de abril de 2015)[16]
- Premio Kristallen en 2006